# Reithrodon
Reithrodon (Waterhouse, 1837) è un genere di roditori della famiglia dei Cricetidi.

## Descrizione

### Dimensioni
Al genere Reithrodon appartengono roditori di medie dimensioni, con lunghezza della testa e del corpo tra 130 e 200 mm, la lunghezza della coda tra 85 e 105 mm e un peso fino a 95 g.

### Caratteristiche craniche e dentarie
Il cranio presenta una scatola cranica elevata e tondeggiante, la regione inter-orbitale stretta e con i margini paralleli, le placche zigomatiche sottili e profonde, un palato lungo e stretto e una bolla timpanica relativamente piccola. La mandibola è ben sviluppata. Gli incisivi superiori sono arancioni, attraversati da due solchi longitudinali ed opistodonti, ovvero con le punte rivolte verso l'interno della bocca, i molari hanno una corona notevolmente alta, con la superficie occlusale composta da cuspidi elevate e creste appiattite.
Sono caratterizzati dalla seguente formula dentaria:

### Aspetto
Il corpo è robusto con una testa relativamente grande. La pelliccia è soffice, lussureggiante e densa, le parti dorsali variano dal marrone scuro al grigio-brunastro chiaro, mentre le parti ventrali variano dal brunastro al bianco. I fianchi e l'addome hanno spesso riflessi biancastri o giallognoli. Gli occhi e le orecchie sono grandi. Il dorso delle zampe è ricoperto di lunghi peli biancastri, alla base di ogni artiglio è presente un lungo ciuffo di peli che li nasconde quasi completamente. Le piante dei piedi hanno solo quattro cuscinetti carnosi, essendo gli altri due nascosti sotto uno strato epidermico squamato. La coda è più corta della testa e del corpo, è densamente rivestita di peli, scura sopra e più chiara sotto. Le femmine hanno quattro paia di mammelle. È presente la cistifellea.

## Distribuzione
Il genere è diffuso in America meridionale dal Brasile meridionale fino all'Argentina ed il Cile meridionali.

## Tassonomia
Il genere comprende 3 specie:
- Reithrodon auritus
- Reithrodon caurinus
- Reithrodon typicus